# A Rose of the Tenderloin
A Rose of the Tenderloin è un cortometraggio muto del 1909 diretto da J. Searle Dawley e sceneggiato da Bannister Merwin.

## Produzione
Il film fu prodotto dalla Edison Manufacturing Company.

## Distribuzione
Distribuito dalla Edison Manufacturing Company, il film - un cortometraggio di una bobina di 275 metri - uscì nelle sale cinematografiche statunitensi il 23 novembre 1909.